# Pectobacteriaceae
Famille
Les Pectobacteriaceae sont une famille de bacilles Gram négatifs de l'ordre  des Enterobacterales. Leur nom provient de Pectobacterium qui est le genre type de la famille.

## Taxonomie
Cette famille est créée en 2016 lors de la réorganisation de l'ordre des Enterobacterales par M. Adeolu et al. sur la base de travaux de phylogénétique moléculaire. Elle se compose de genres bactériens auparavant rattachés aux Enterobacteriaceae sur la base de critères phénotypiques.

## Liste de genres

### Genres validement publiés
Selon la LPSN (26 octobre 2022) :
- Acerihabitans Lee et al. 2021
- Biostraticola Verbarg et al. 2008
- Brenneria Hauben et al. 1999
- Dickeya Samson et al. 2005
- Lonsdalea Brady et al. 2012
- Musicola Hugouvieux-Cotte-Pattat et al. 2021
- Pectobacterium Waldee 1945 – genre type
- Sodalis Dale & Maudlin 1999

### Genres en attente de publication valide
Selon la LPSN (6 novembre 2022) :
- « Affinibrenneria » Bian et al. 2021
- « Bruguierivorax » Li et al. 2021
- « Prodigiosinella » Duprey et al. 2019